# Хорунжий великий литовський
Хорунжий великий литовський (пол. Chorąży wielki litewski, лат. Vexillifer Lithuaniae) — уряд двірський Великого князівства Литовського Речі Посполитої.

## Історія
Спочатку в Литві уряд був відомий як хорунжий земський литовський. На постійній основі посада виникла під час правління великого князя Олександра Ягеллончика 1499 року, пізніше вона стала номінальною. Приблизно в цей же час з'явився уряд надвірного хорунжого як заступника великого хорунжого.

## Обов'язки
Хорунжий носив хоругву Великого князівства Литовського при правому боці великого князя під час найважливіших почесних заходів — коронації, похоронів, нагороджень тощо; він відповідав за зберігання хоругви. За часів Речі Посполитої, хорунжий коронний ніс коронну хоругву, знаходився при правому боці короля, хорунжий литовський з хоругвою ВКЛ — при лівому боці.
Уряд хорунжого був частково й військовим — він вів облік військовозобов'язаних і керував мобілізацією, інколи хорунжий навіть очолював надвірне військо. Призначений хорунжим шляхтич не міг одночасно займати інші посади.
За всю історію лише одна людина відмовилася заради збереження уряду хорунжого від переходу на іншу посаду: князь Богуслав Раздивілл 11 квітня 1644 року був призначений крайчим, а хорунжим став Михайло Кароль Радзивілл, однак після відмови князя Богуслава крайчим урешті-решт 1645 року став князь Михайло.

## Список хорунжих великих литовських[1]

### Хорунжі земські литовські
- Войцех Янович Клочко (1499)
- Глинський Іван Львович (1501—?1502)
- Миколай Юндилович (1506—1511)
- Добко (Добек) Юрійович Скілондович (1514—1522)
- Семен (Шимон) Скіндер (1523—1527)
- Войцех Войцехович Нарбут (Нарбутович) (1529—1540)
- Миколай Івашкович Третяк (1544—1552)
- Щенсни Шимкович Герцик (1554—1565)
- Богуш Міцута (1577—1592)

### Хорунжі великі литовські
- Андрій Іванович Волович (1592—1611)
- Кшиштоф Ходкевич (1611—1623)
- Самуель Пац (1623—1627) — хорунжий земський
- Микола Пій Сапіга (1627—1638)
- Богуслав Радзивілл (1638—1646)
- Михайло-Кароль Радзивілл (1644—1645)
- Кшиштоф Зиґмунт Пац (1646—1656)
- Зиґмунт Адам Слушка (1656—1674)
- Юзеф Богуслав Слушка (1675—1683)
- Кшиштоф Казімєж Бялозор (1683—1687)
- Григорій Антоній Огінський (1687—1698)
- Юзеф Чорторийський (1698—1750)
- Єронім Флоріан Радзивілл (1750—1760)
- Станіслав Фердинанд Жевуський (1760—1782)
- Станіслав Солтан (1782—1790)
- Томаш Вавжецький (1791)
- Францішек Владислав Чарнецький (1791—1795)